# 呪術師の指環
呪術師の指環（パパロイのゆびわ、原題：英: The Rings of Papaloi）は、アメリカ合衆国の小説家D・J・ウォルシュJrが1971年に発表した短編小説であり、アーカムハウスの『ダーク・シングス』（1971年）に掲載された。クトゥルフ神話の一つである本作はシュブ＝ニグラスを題材としていると同時に、本クトゥルフ神話と融合したヴードゥー教をも取り扱っている。
日本では国書刊行会の『真ク・リトル・リトル神話大系』に収録されている。
東雅夫は『クトゥルー神話事典』にて、ニューオリンズ育ちの作者ならではの作品だとし、「豊穣神的な性格をうかがわせるシュブ＝ニグラスの登場によって、ヴ―ドゥ―教と神話大系を結びつけた異色作」と解説している。Papaloiとは、ヴードゥーの司祭のこと。だがヴードゥーを隠れ蓑にしているだけで、作中登場する呪術師達はパパロイですらない。
タイトルのみ「指環」で、作中では「指輪」と表記されている。

## あらすじ
ニューオリンズ大学民俗学教室のカールトン教授は、ヴードゥー信仰の現地調査のために6人の学生を引率して、ルイジアナ州ミシシッピ川デルタ地帯のバラタリア湾へと向かい、湿地の奥へと入り込む。「臨終の島々」という意味の名を持つデルニエール島の住む者たちは忌み嫌われており、周囲の島の人々は誰も近寄らない。教授はガイドのデュラリオワと親しくなる。
島の中心部の広場には、礼拝所と石柱が置かれていた。さっそく教授たちは撮影や調査を行い、物品を考察するものの、誰も見たことがないほど珍しいものであり、解釈がつかない。そして六日目の夜、怪しい太鼓の音で目覚めた一行を、囲むように何十人もの人間が近づいてくる。音は眠りを誘うものであり、どこまでが夢で、どこからが現実なのかわからなくなる。
ヴードゥー信者40名と6人の老呪術師が、山羊のような小像を奉じて儀式を行う。飛来した4匹の妖魔達に、邪教徒達は人身御供を捧げる。信者も妖魔達も去り、呪術師達だけが残る。小像の6本の触手には輪がはめこまれ、6人の呪術師達も同じ指輪をつけている。一人の呪術師の指輪に、教授の目が次元がねじれたように引き寄せられ、指輪にはデュラリオワの姿が映っていた。
絶叫が響き渡り、教授は我に返る。教授が周囲を見回すと、テントは焼かれて蹂躙されており、他の7人は服だけを残して体が気化してしまったかのように消えていた。礼拝所にはもう誰もおらず、小像もない。教授以外の7人は、呪術師達の指輪の中に閉じ込められた。教授はその2日後、半ば発狂した状態で沼にはまっていたところを現地の猟師に救助される。教授は病院で治療を受け、また理事会や警察に出来事を説明する。学生6人が消えたという事件性を受けて、警察は祭壇を爆破し、信者たちを検挙するが、逮捕者の中に呪術師はいなかった。教授は、異次元の存在は警察の手に負えないと理解する。
教授は文献を調べ、ルートヴィヒ・プリンの著にたどり着く。教授は太鼓の音を幻聴し、「奴ら」の気配に恐怖した直後、急死する。事件性はなくあくまで病死、血圧が増大して心臓の血管が破裂したためと診断される。だが二日後、安置されていた遺体が消える。遺体の梱包が他人に破られた形跡はなく、まるで気化したようであった。

## 主な登場人物
- ロバート・カールトン教授 - 語り手。ニューオリンズ大学の民俗学教室局員。36歳。
- 学生6人 - 歴史学、考古学、人類学、社会学、民俗学、古生物学の6専攻科から選ばれた、期待の若手。
- ジャック・デュラリオウ - カリブの海賊ジャン・ラフィートの一党の子孫。高等教育を受けており、3人の現地ガイド中で唯一信用がおける人物。
- 混血ガイド2人 - 教授は信用せず、目的を告げていなかった。教授たちの目的を知り恐れて逃げ出した直後、沼に足を取られて沈没死する。
- ヴードゥー信者約40人 - 白人・インディアン・黒人の混血。島の礼拝所で堕落した儀式を行う。周囲の島々からも孤立している。
- 呪術師6人 - 緋色のローブを着て指輪をつけた老人達。黄色人種のようであり、またラマ僧にたとえられるなど、他の邪教徒達とはかけ離れた姿をしている。
- 翼ある魔物 - 儀式に呼び出されて人身御供を貪る。『クトゥルフの呼び声』にも登場する妖魔。
- シュブ・ニグラート - 山羊に形容され、角・蹄・触手・冷笑的な表情を備えた小像が登場する。儀式では謎の言語で詠唱され、さらに英語で「千の仔を持つ森の黒い山羊」と呪文に歌われる。指輪に閉じ込められた者たちは何かを見て恐怖しており、教授はそれを「父なるものに仕えるために、闇と寒気につつまれたシャッガイから送られたシュブ・ニグラートの化身」ではないかと推察している。
- ルートヴィヒ・プリン - 16世紀の人物で、ラテン語の論文[注 1]にて、アフリカと中央アジアのレン高原の繋がりや、魂を盗む指輪について言及している。

## 収録
- 『真ク・リトル・リトル神話大系2』国書刊行会、渡辺健一郎訳
- 『新編真ク・リトル・リトル神話大系5』国書刊行会、渡辺健一郎訳

## 関連作品
- クトゥルフの呼び声 - 1907年パート（ルグラース警部の話）にて、ヴードゥーと融合したクトゥルフ教団の描写がある。